# 芋ぴっぴ。
芋ぴっぴ。（いもぴっぴ）は、愛媛県松山市にある焼き芋専門店である。

## 概要
2021年（令和3年）にオープンした。オーナーである山下拓馬は、全国に展開する人気美容室「CIEL（シエル）」のオーナーである。公式オンラインショップでは1 kg単位で芋ぴっぴの熟成焼き芋を冷凍した状態で販売されている。